# Náměstí Svobody (Brno)
Náměstí Svobody (lidově Svoboďák; v minulosti označováno jako Dolní trh či německy Grosser Platz, čili Velké náměstí) je hlavní náměstí v Brně v centru historického jádra města (katastrální území Město Brno). Vzniklo ve 13. století na místě křížení tří obchodních cest a získalo tak zhruba trojúhelníkový tvar. V současnosti do něj ústí 7 ulic. Masarykova ulice od jihu spojuje náměstí s hlavním nádražím a Zámečnická na západě se sousedním Dominikánským náměstím. Na severozápadě ústí ulice Středova a také Česká ulice, která vede na sever k Ústavnímu soudu a krajskému úřadu na Žerotínově náměstí. Na sever vede Rašínova ulice ke kostelům svatého Jakuba a svatého Tomáše na Moravském náměstí. Severním směrem vede i Běhounská ulice. Na východ jako jediná ulice směřuje Kobližná na Malinovského náměstí.

## Historie

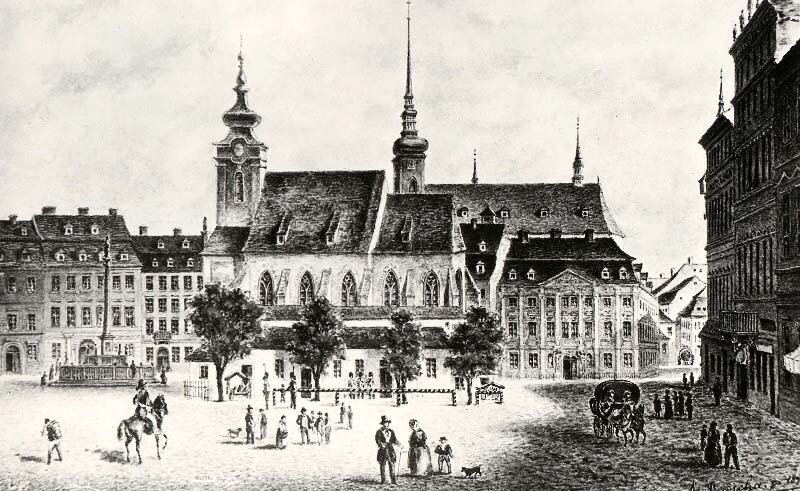
Zaniklý kostel sv. Mikuláše (1866)

Náměstí Svobody je pomyslný střed a centrum celého města. První zmínky o něm pocházejí ze 13. století, kdy neslo název Forum Inferius, což se brzy přeložilo do češtiny jako Dolní trh. V dobách středověku si zde bohatí měšťané a šlechtici budovali domy, díky čemuž význam náměstí rostl. Roku 1679 byl vystavěn morový sloup, který se brzy stal dominantou náměstí. V roce 1869 byl zbořen kostel sv. Mikuláše, jeho poslední zbytky zanikly po náletu v roce 1945. Na přelomu 19. a 20. století bylo náměstí rozsáhle přebudováno, mnoho domů bylo zbořeno a přestavěno v novorenesančním slohu. V roce 1929 vyrostla na západní straně náměstí podle projektu architekta Bohuslava Fuchse velká funkcionalistická budova Moravské banky s pasáží Beta.[zdroj?]

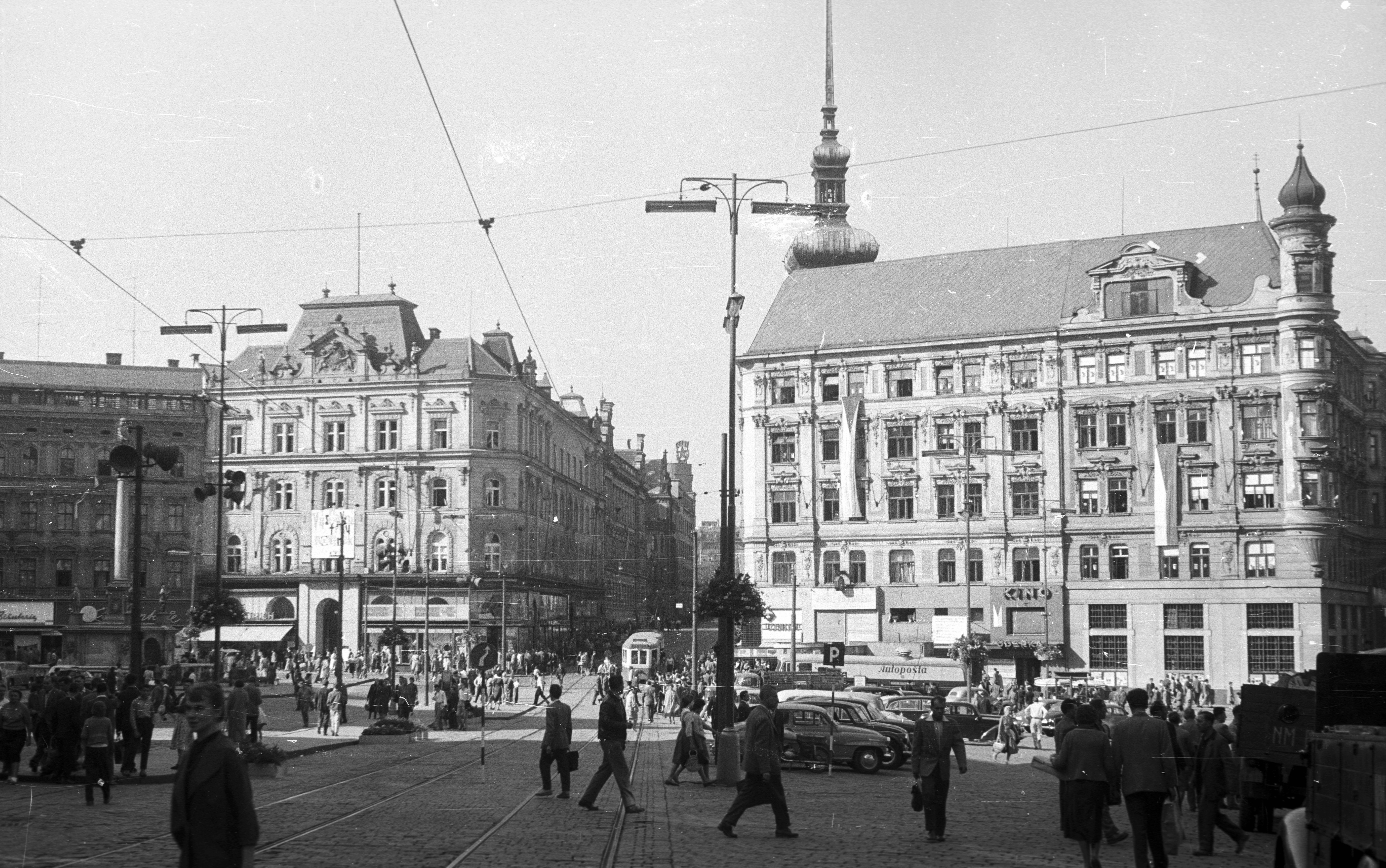
Náměstí Svobody v roce 1959

V roce 1901 náměstí proťala v severojižním směru tramvajová trať od hlavního nádraží na Moravské náměstí, ke které se během několika dalších let přidaly i tratě ze Šilingrova náměstí (ze západu po Zámečnické ulici) a z Kobližné ulice (od východu). Do současnosti se dochovala pouze první z tratí vedená severojižním směrem.[zdroj?]
Zatím poslední rekonstrukce náměstí proběhla v roce 2006, kdy bylo náměstí kompletně předlážděno, osazena bronzová kašna s verši Jana Skácela, opraven morový sloup, vyznačena poloha někdejšího kostela sv. Mikuláše a nově vysazeno několik stromů. Ještě před zahájením rekonstrukce byly v podzemí vybudovány kolektory. V roce 2010 byl na náměstí umístěn orloj, ve skutečnosti ovšem nejde o orloj v pravém smyslu slova, ale o zvláštní hodiny vyrobené z africké žuly ve tvaru náboje, jež tak mají upomínat na obléhání Brna Švédy v roce 1645.[zdroj?]

## Rekonstrukce
V roce 2006 byla ukončena několikaletá rekonstrukce za 180 milionů korun. Opraven byl i mariánský morový sloup a na náměstí nově přibyla bronzová kruhová kašna o průměru 15 metrů zdobená roštem s verši Jana Skácela. Básníka Jana Skácela připomíná v Brně nejen stejnojmenná ulice v Králově Poli a pamětní deska v Kotlářské ulici, kde žil. Od roku 2006 má na náměstí Svobody i svou kašnu.
Odlití jeho veršů do bronzových roštů se však neobešlo bez problémů. O tom, že okolí kruhové kašny ozdobí úryvky několika Skácelových básní o vodě, tehdy rozhodlo vedení Brna. Ovšem bez vědomí dědičky autorských práv, Skácelovy manželky Boženy. Té se nelíbilo, že magistrát začal problém řešit až těsně před dokončením kašny. „Investor se na ni obrátil zpětně a nakonec se vše vyřešilo dohodou,“ popsal situaci starou tři roky mluvčí magistrátu Pavel Žára. Právnička Skácelové původně požadovala za autorská práva tři miliony korun. Nakonec Brno zaplatilo 450 tisíc korun.[zdroj?]
Celková podoba náměstí „nemá autora“; soutěž na návrh nové podoby náměstí vyhráli architekti Petr Kocourek a Juraj Sonlajtner, ale podle zákona město nemohlo práci zadat přímo vítězi architektonické soutěže. Muselo proto uskutečnit výběrové řízení na projektanta. Mladí architekti na výzvu k účasti v něm nereflektovali, magistrát se s nimi neshodl v názorech a požadavcích. Poté se autoři rozhodli s magistrátem soudit. Výběrové řízení na projektanta poté vyhrála společnost Vlastimila Nováka. Ten si jako hlavní projektant vzal na pomoc architekty Tomáše Rusína a Ivana Wahlu, kteří se podíleli na výběru mobiliáře, výsledné podoby osvětlení, způsobu kladení dlažby atd.[zdroj?]

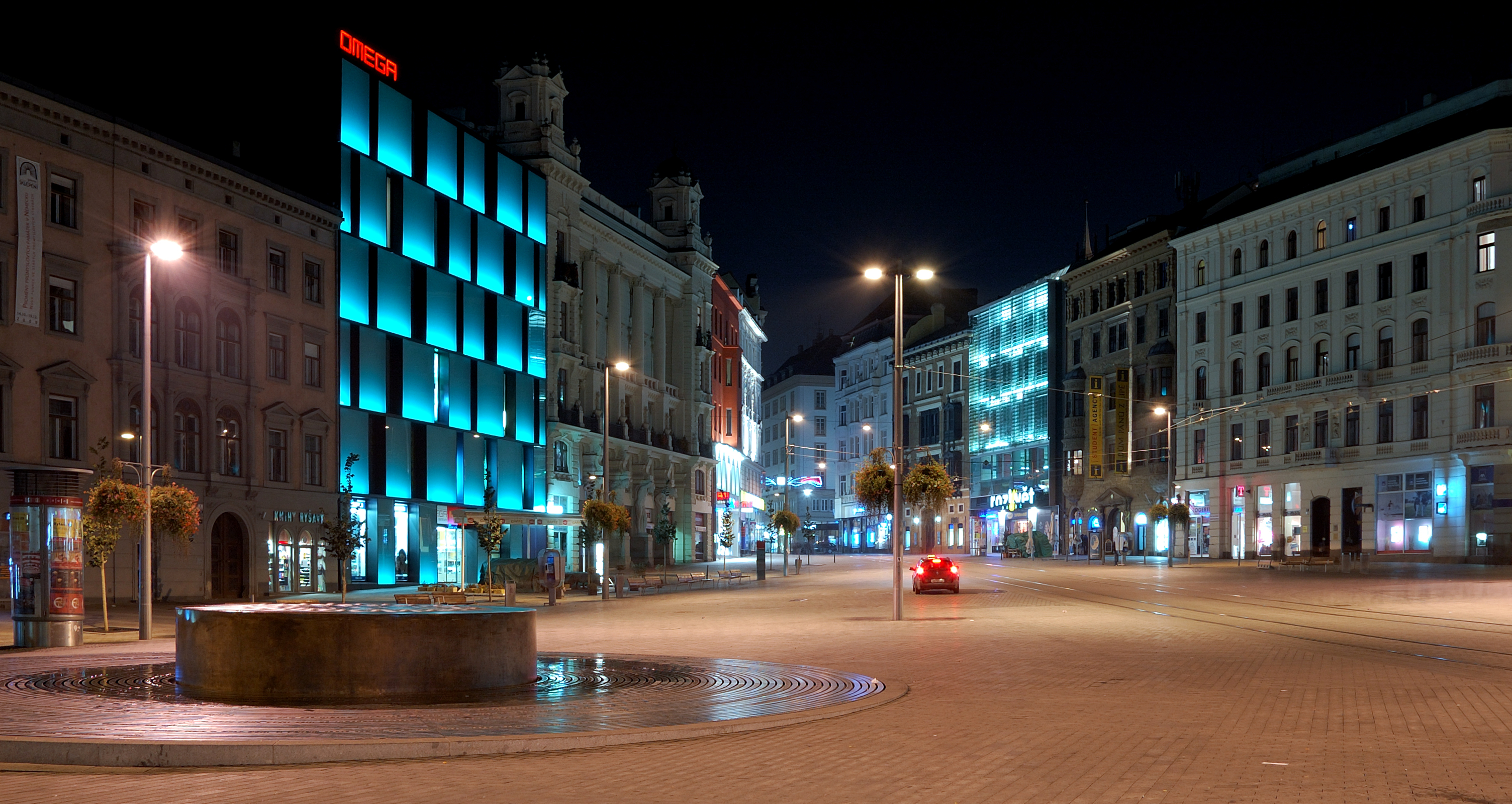
náměstí Svobody v noci

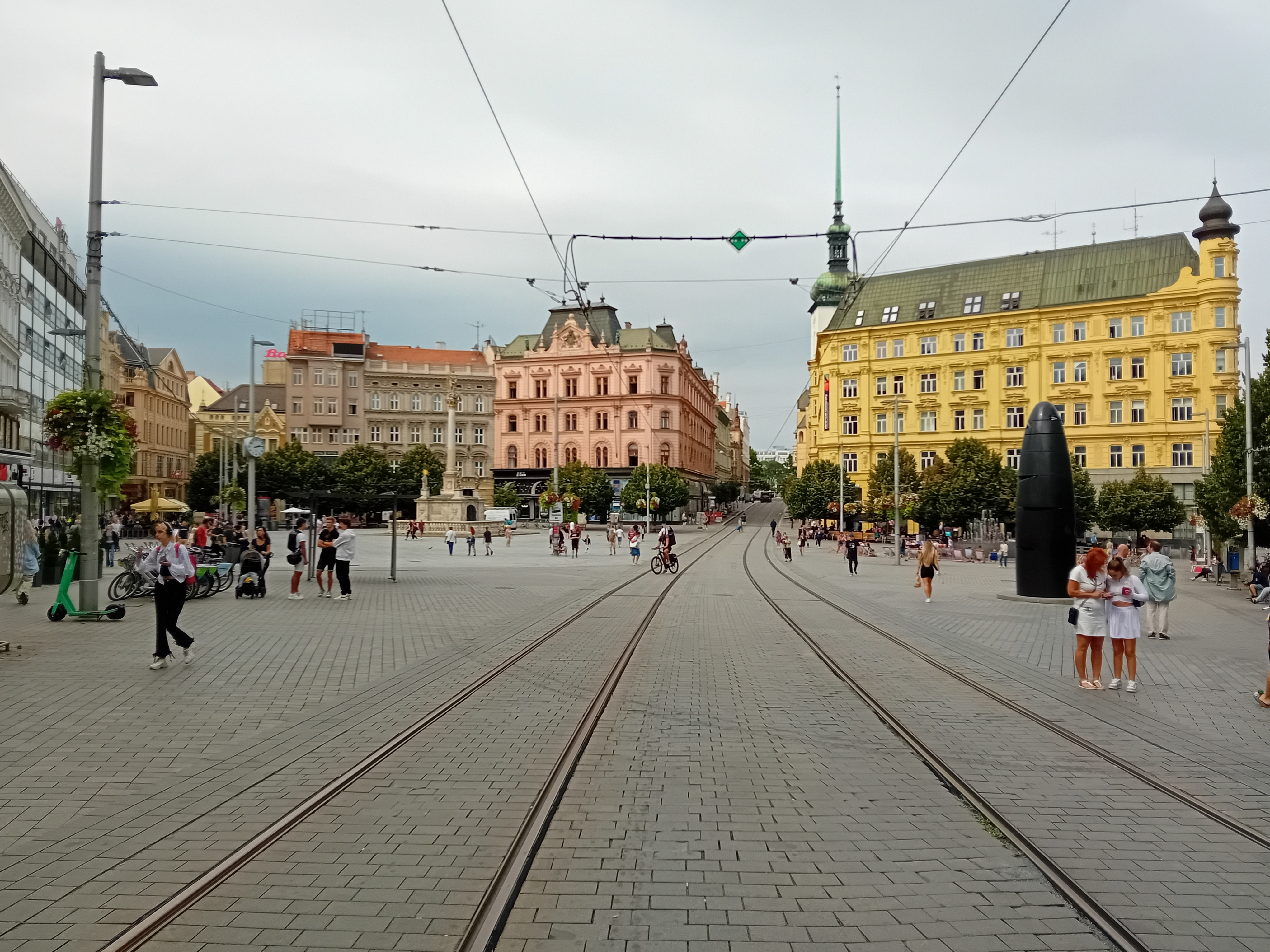
náměstí Svobody v srpnu 2023

Autory kašny jsou Ladislav Kuba a Tomáš Pilař, na jejichž vítězství se porota shodla, a kteří akceptovali požadavky zadavatele (magistrátu), podle nichž změnili použitý materiál a další prvky. „Tato zvláštní kombinace rozhodování úředníků, památkářů, architektů a projektantů přinesla výsledek, který téměř nikoho nenadchl“, konstatoval Jan Chmelíček v deníku Právo.[zdroj?]

### Skácelovy verše okolo kašny
Na obručí jsou kolem kašny vepsány následující verše:
"Studánka vyschla. Tam, kde chodili jsme pít za horkých letních dnů, teď ani krůpěj neroní zem, tajemná, vlhká."
"Nadarmo stojí otlučený hrnek na kameni. Jak dlouho potrvá, jak dlouho trvat bude, než na kraj spadne hustý déšť?..."
"U břehu po kolena stojí rákosí a šeptá, šeptá větru po vůli. Vlny narážejí na kůly, hladina je plná modrých zrcátek."
"Když pláče slon je slza velká jak malý rybník na něm plave docela smutná vodní slípka a potáplice naříkavé."
"A padal déšť a byl tak těžký a byl tak sám a beze jména a každá kapka byla hřebík ukovaný za studena."
"Kdyby tak pršelo celou noc a celý den, a potom ještě, jednu noc, pramínek, třebas prstu tenči, jistě by vytryskl."
"A když jsme vyšli ven, už trošku popršelo. Stromy však nadál dychtily, v lupení frkal vraný déšť."
"Sám bez ničeho naposled a marně kdo za nás od včerejška celou pravdu má trápí mne žízeň a jsem vyčerpaný jak studna na návsi když hoří stodola."
"Déšť padá na růže prší a je to nekonečné zdá se že bude padat věčně do zahrad kolmý zlatý déšť."
"A znovu přelétají ptáci jak ve snu lidé přes most jdou který tu zbyl jak zbytek křídla a modrý úžas nad vodou"
"Je slyšet rány. Na malých sáňkách slunce se svezlo po sekyře a spadlo do vody."
"Vždyť v nitru země, jako v každém z nás, hladina stoupá, hladina čisté spodní vody."
"Nejprve přinášeli v dlani jedinou studánku, dávali hvězdám pít. Až kdosi vzal tu dlaň a učinil ji čirou pro všechny žíznivé, co platí krutou daň, a vložil do ní růži."
"Je lilie a nelilie, déšť, který padá a jenž lije a život bývá rovněž těžký, koníčci chodí radši pěšky."
"Aby tvá mince zněla v čase, tak neskonale tak jak zní únava ve fontáně a římské číslo vročení"
"Prší a kapky tančí na asfalt prší do skřivánčí to bude sýkorek mokrých prší jak pršelo by do rukou jak do tvých."
"O mnoho nejde deštěm kamenným nechat si rozbít tvář a duši neporanit od narození po smrt pršívá žulové deště máčejí nás na nit."
"Studánku dej mi blízko u lesa a nehlubokou jenom na dlaň vody a do ní žabku která vodu čistí  na podzim povybírám napadané listí v zimě se budu starat aby nezamrzla a v srpnu zavedu tam lidi žíznivé."
"Prší. Kapky vody na skle jsou vysvlečené perly a tráva vstává. (na druhé straně okna, perla, celá mokrá, utíká se schovat za špinavý rám)"
"Ta němá slova vypůjčím si od ryb budu je říkat vroucně pod vodou a ani trochu nebude mi líto jestli se utopí a na břeh nedojdou."
"Pod okny koupají se kosi, hned po ránu a kapka rosy váží tak málo a skoro nic, ta neváha nás zavažuje a sklání k zvláštní pokoře, v kaluži pluje černé peří a zpěv se nese po dvoře."
Malá kašna
Na náměstí se nachází i menší kašna, rovněž s verši od Jana Skácela.
Poslední žízeň
Jak je to dávno co jsme odešli
a kolik žízně/ kolik krásné žízně
jsme zanechali doma/ Je tomu dávno
a kolik od té doby uplynulo let
Je to k nevíře
A přece dodnes po křemeni chutná po síře
ta žízeň navždy žízeň naposled.

## Vývoj názvu náměstí
- 13. stol. – forum Inferius (Dolní trh)
- 14. stol. – forum Inferius + Lugek (Dolní trh + Lugek?)
- 15. stol. – Dolní trh (Unterring, též Niederring)
- 18. stol. – Velké náměstí (Grosser Platz)
- 15. 12. 1915 – náměstí Císaře Františka Josefa (Kaiser-Franz-Josef-Platz)
- 30. 12. 1918 – náměstí Svobody (Freiheitsplatz)
- 17. 3. 1939 – náměstí Adolfa Hitlera (Adolf-Hitler-Platz)
- 18. 3. 1939 – náměstí Svobody (Freiheitsplatz)
- 26. 6. 1942 – náměstí Viktoria (Viktoria-Platz)
- 10. 5. 1945 – náměstí Svobody[2]

## Fotografie

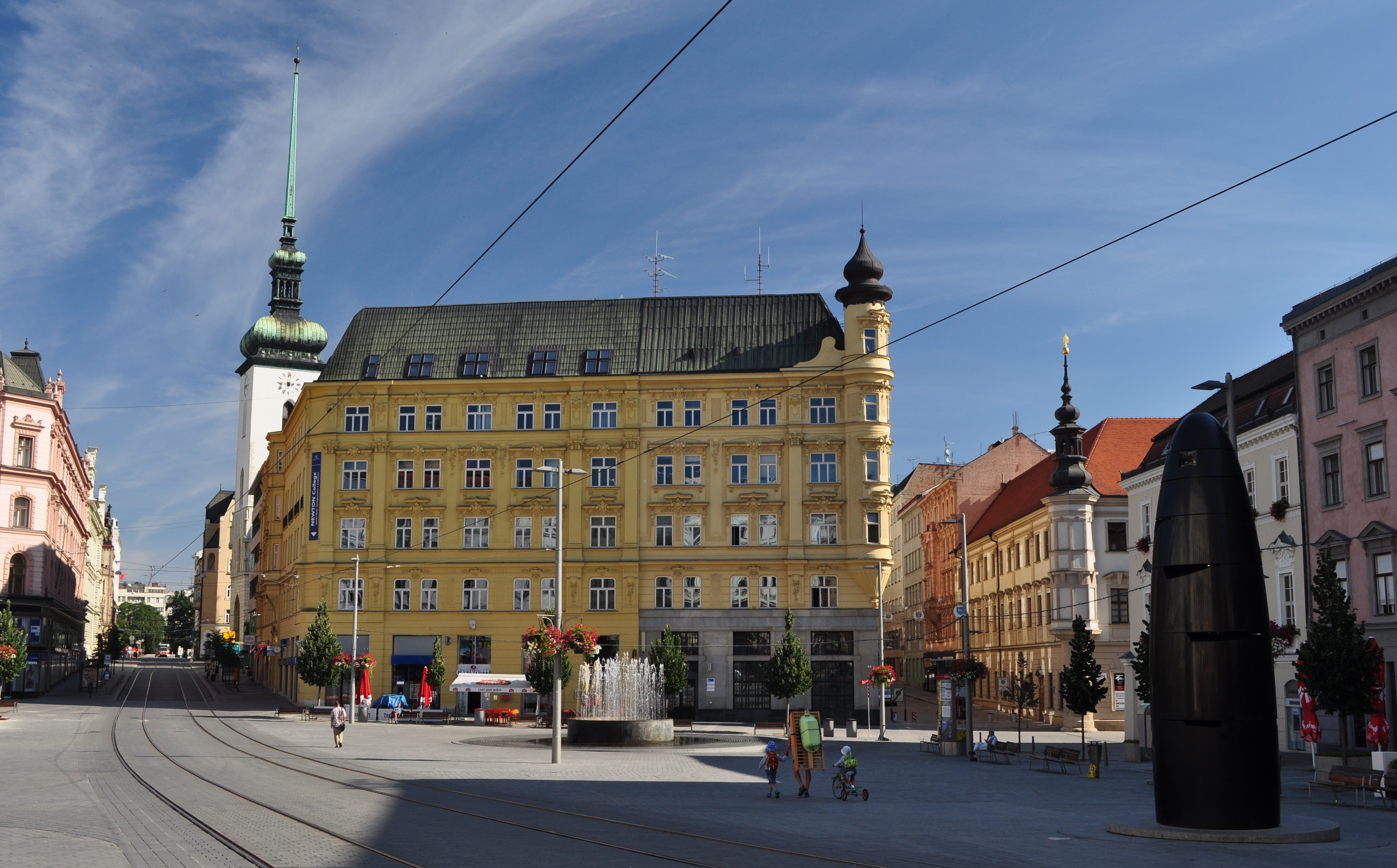
Náměstí od jihu. Vpravo vpředu žulový hodinový stroj, vpravo vzadu Palác šlechtičen, uprostřed Skácelova kašna, v pozadí věž kostela sv. Jakuba
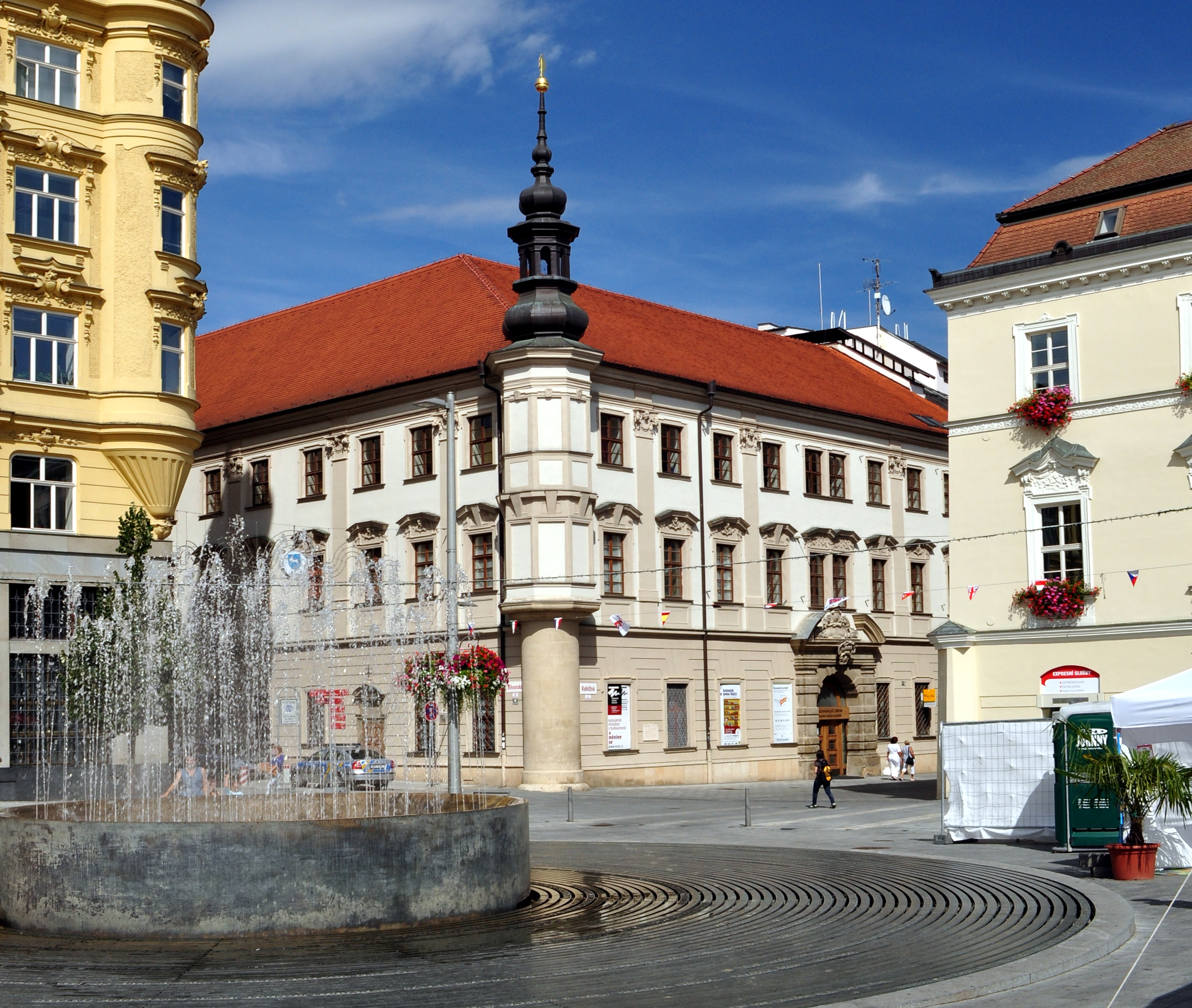
Palác šlechtičen
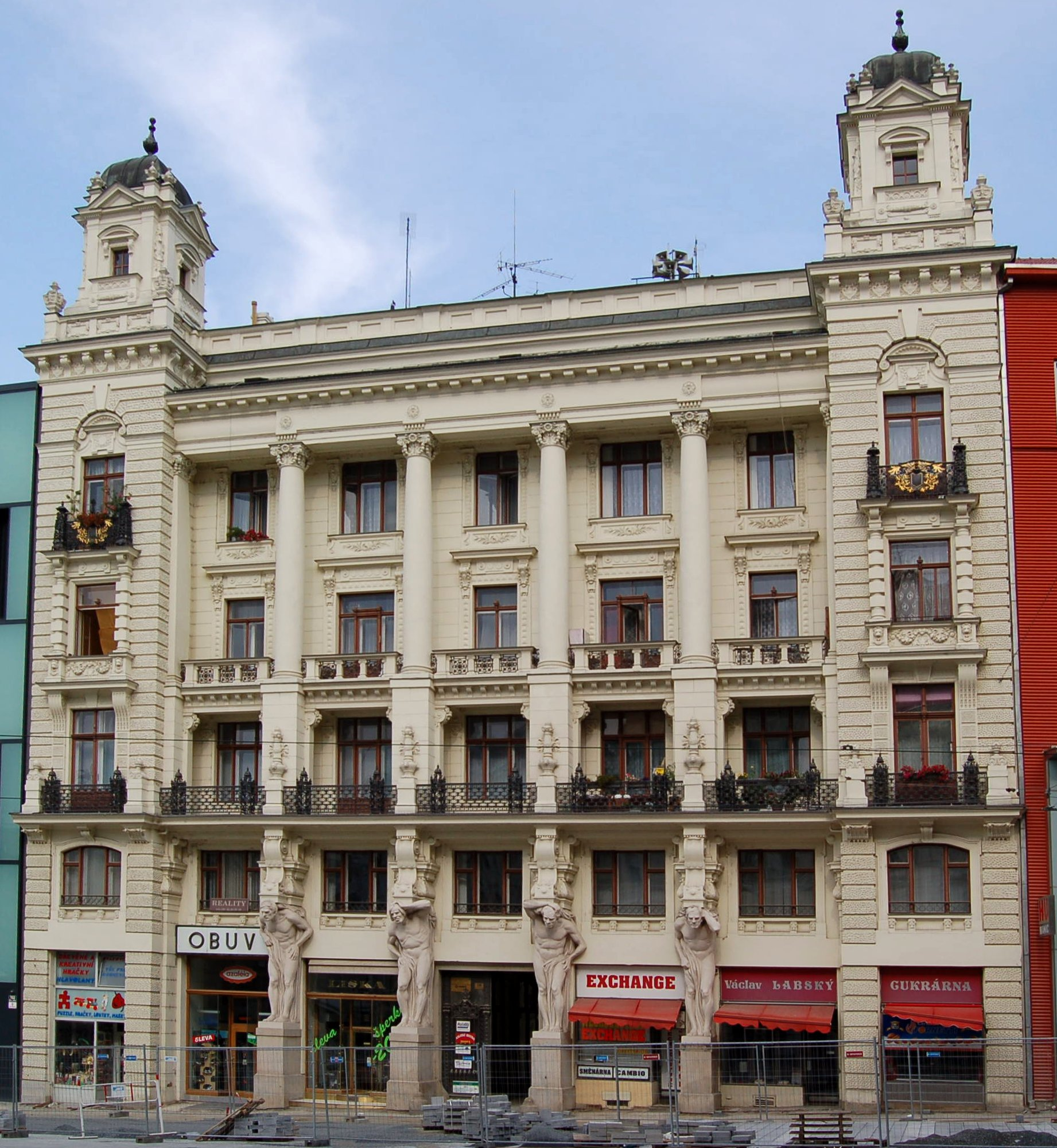
Dům u čtyř mamlasů s vyhlášenou cukrárnou
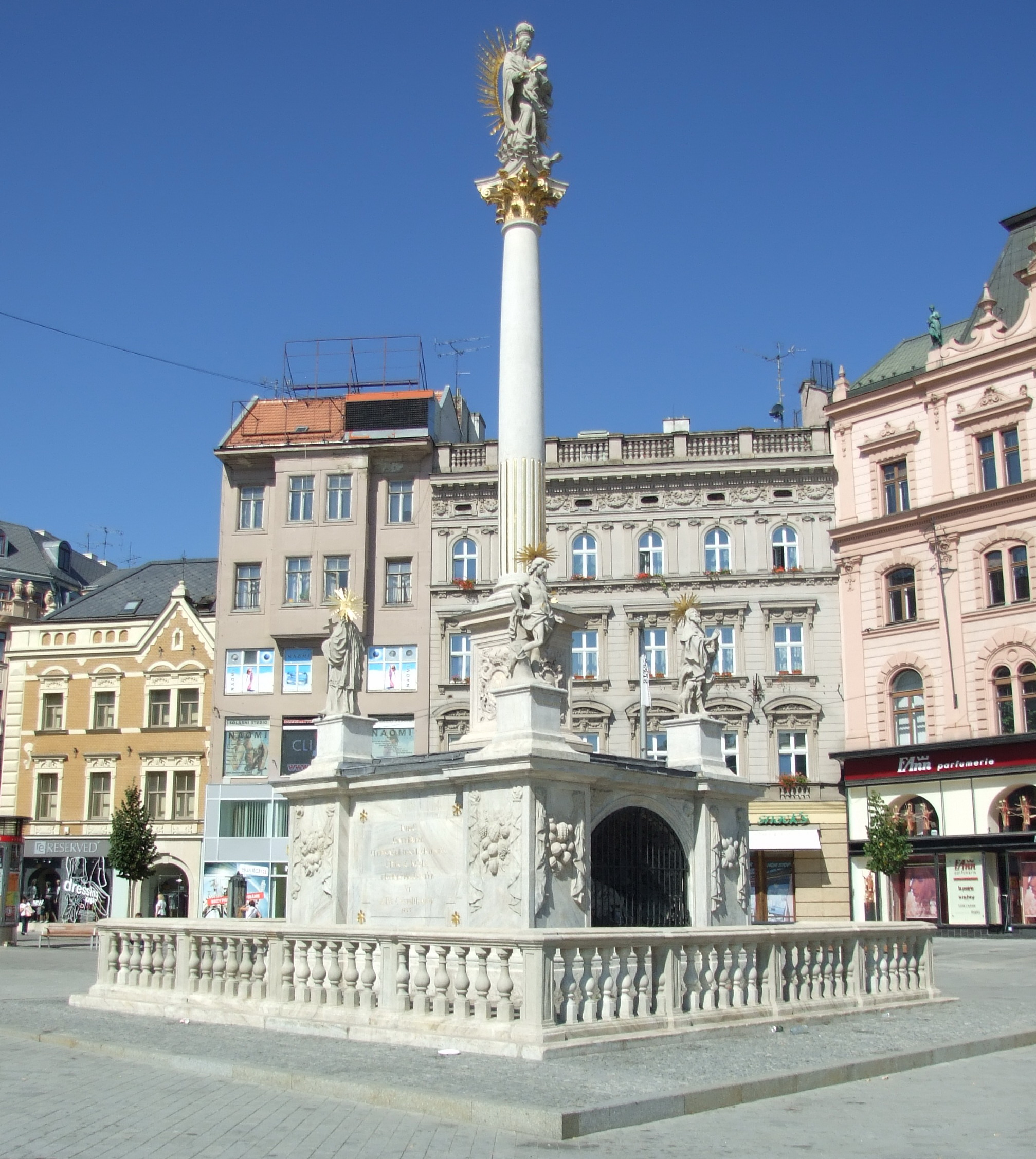
Morový sloup
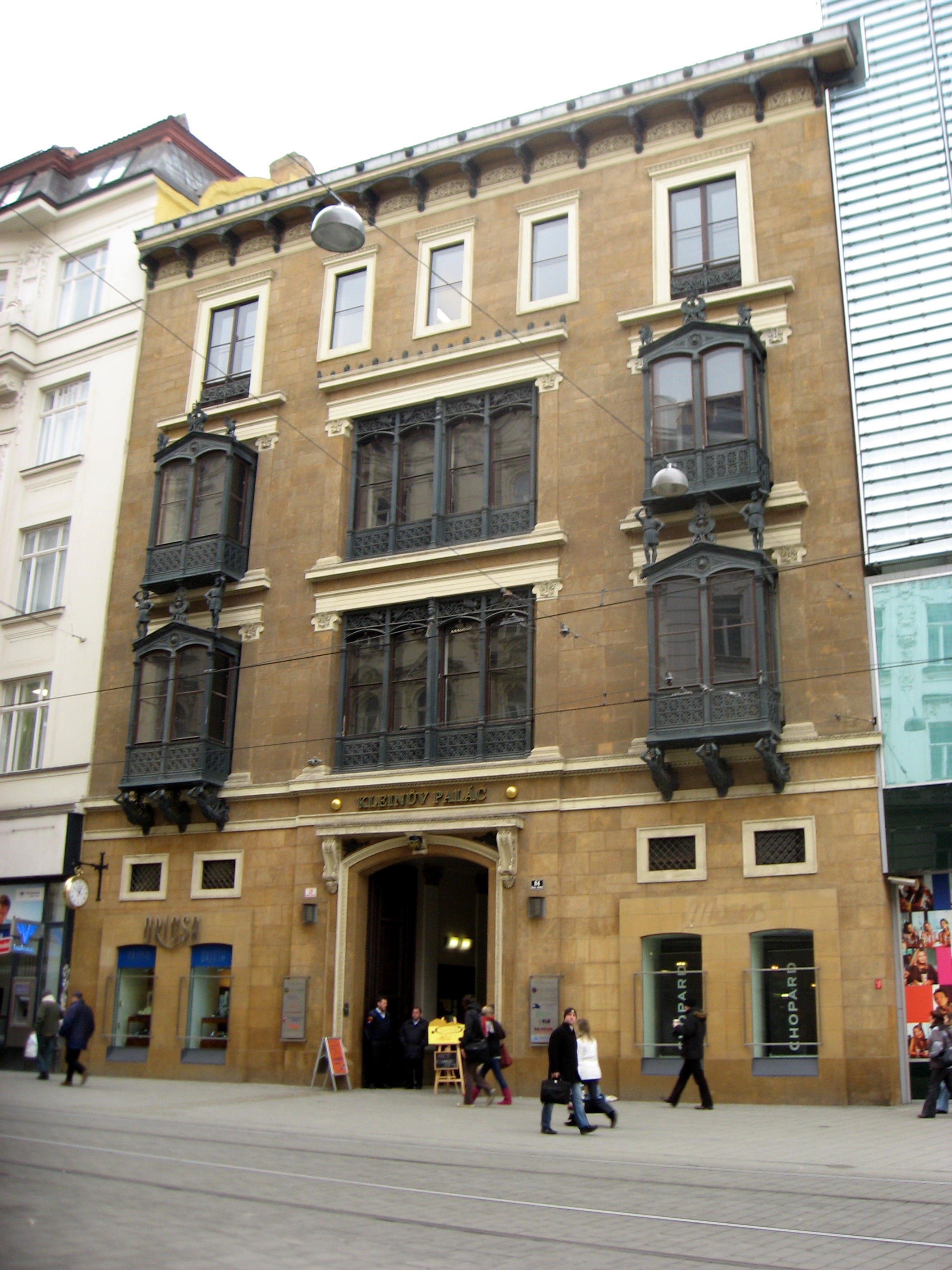
Kleinův palác
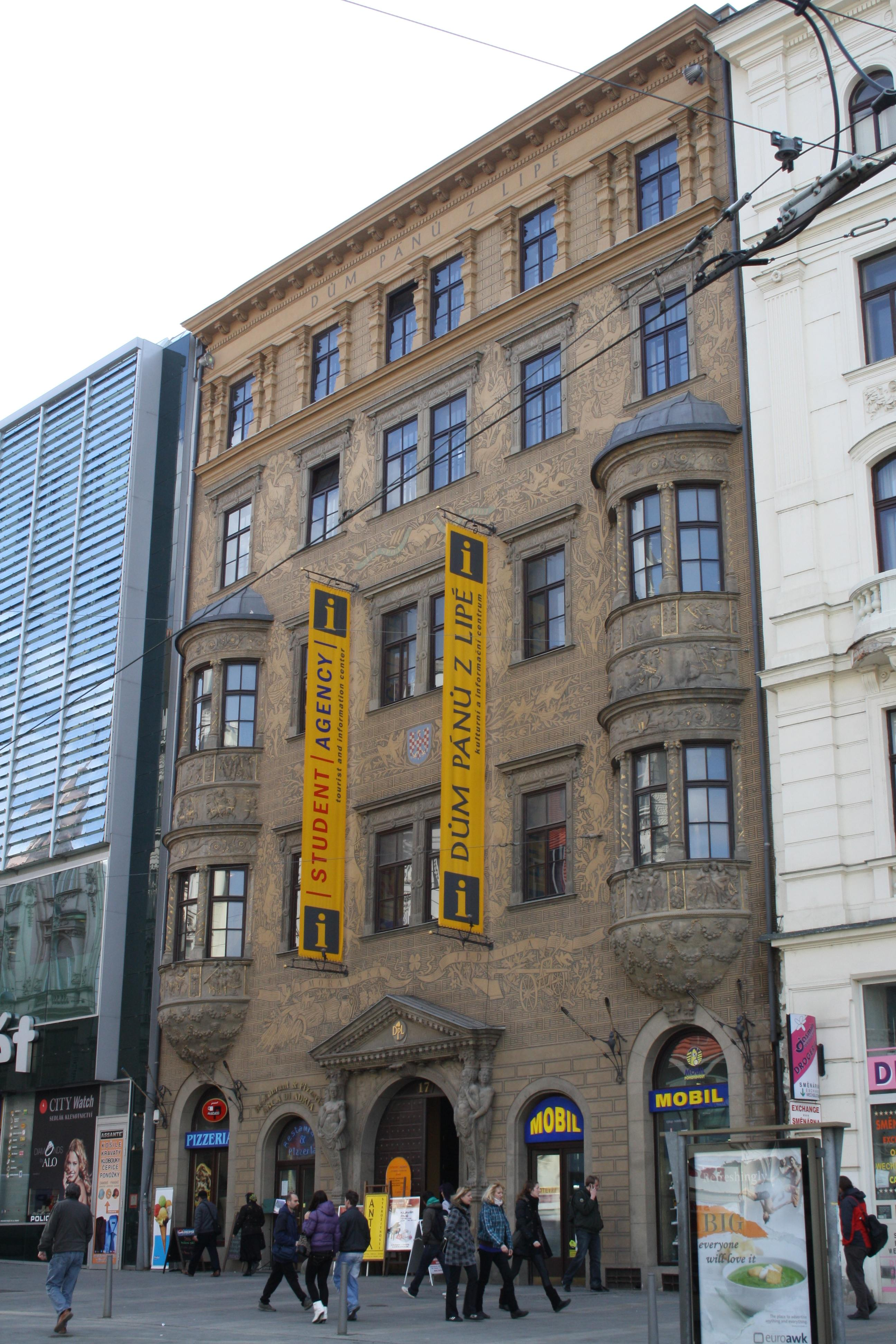
Dům pánů z Lipé
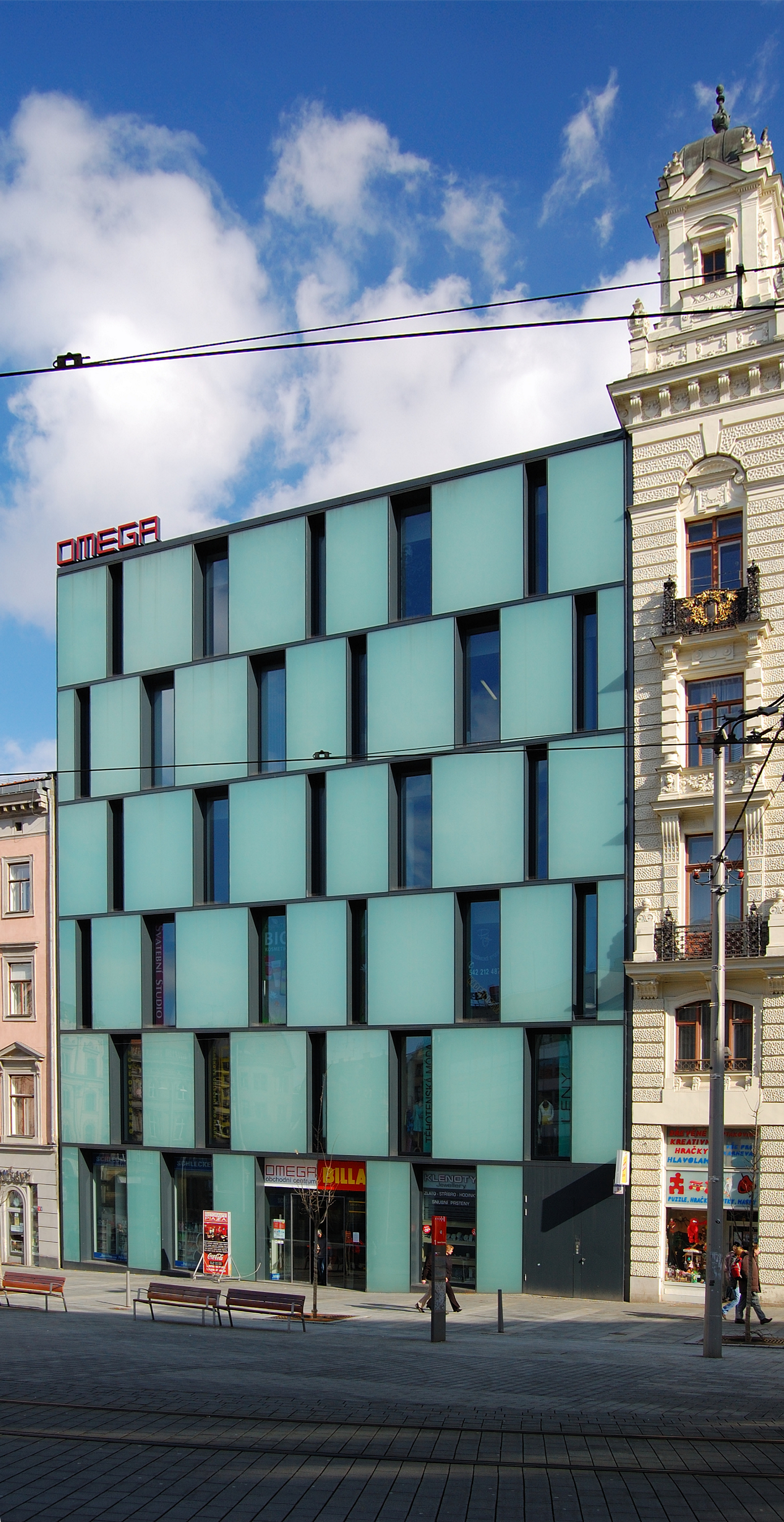
Palác Omega
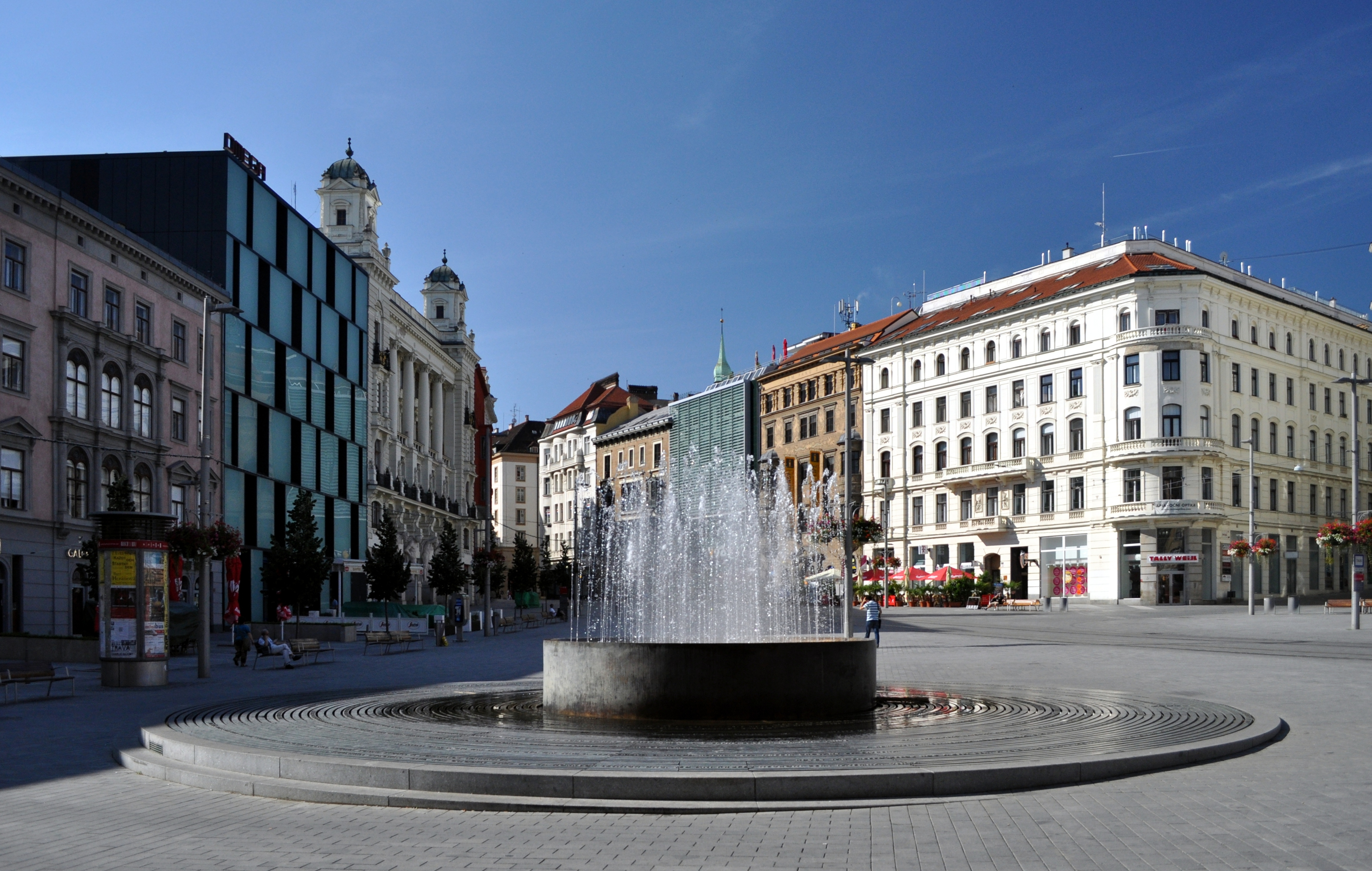
Kašna s verši Jana Skácela
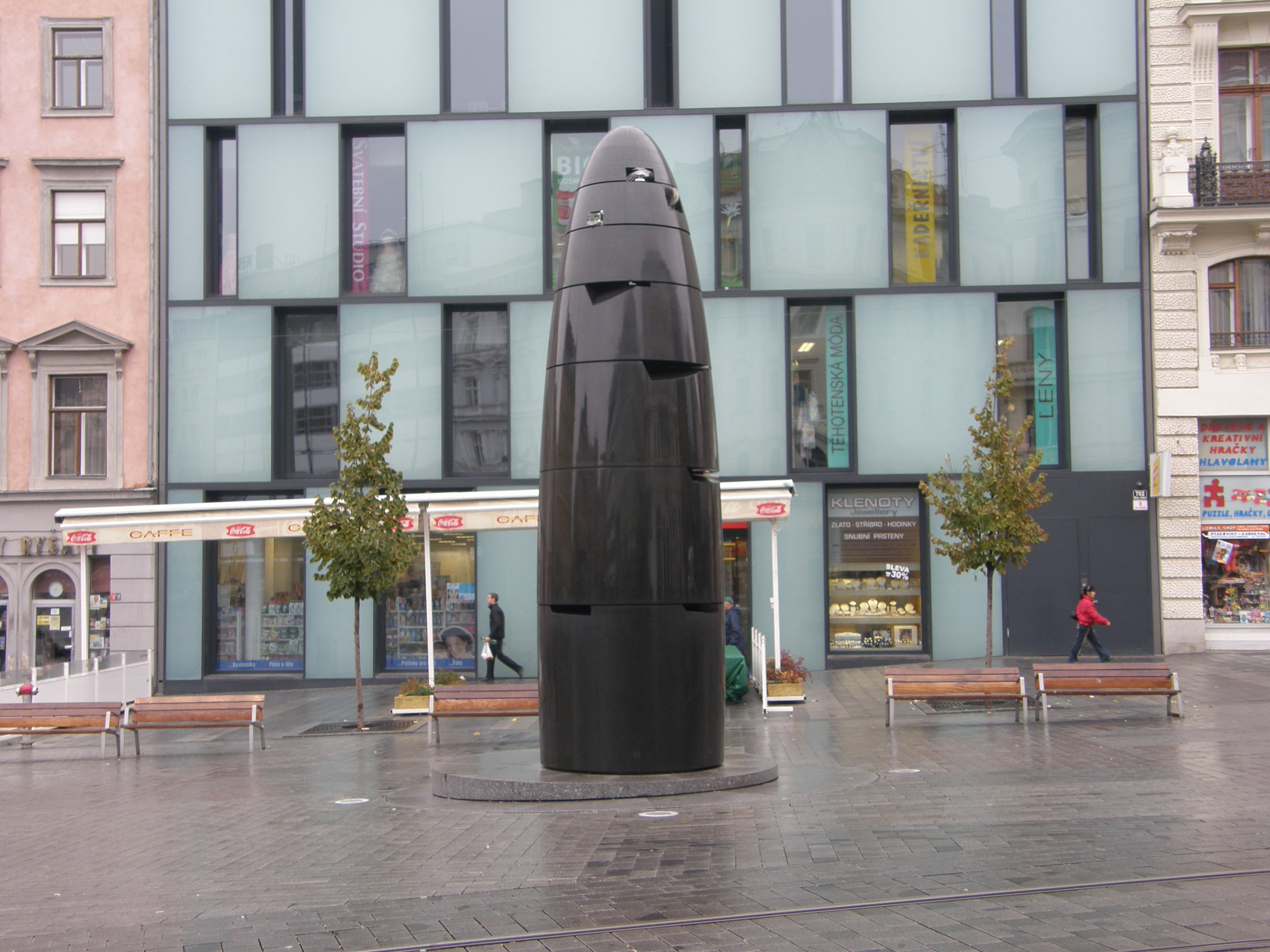
Žulový hodinový stroj
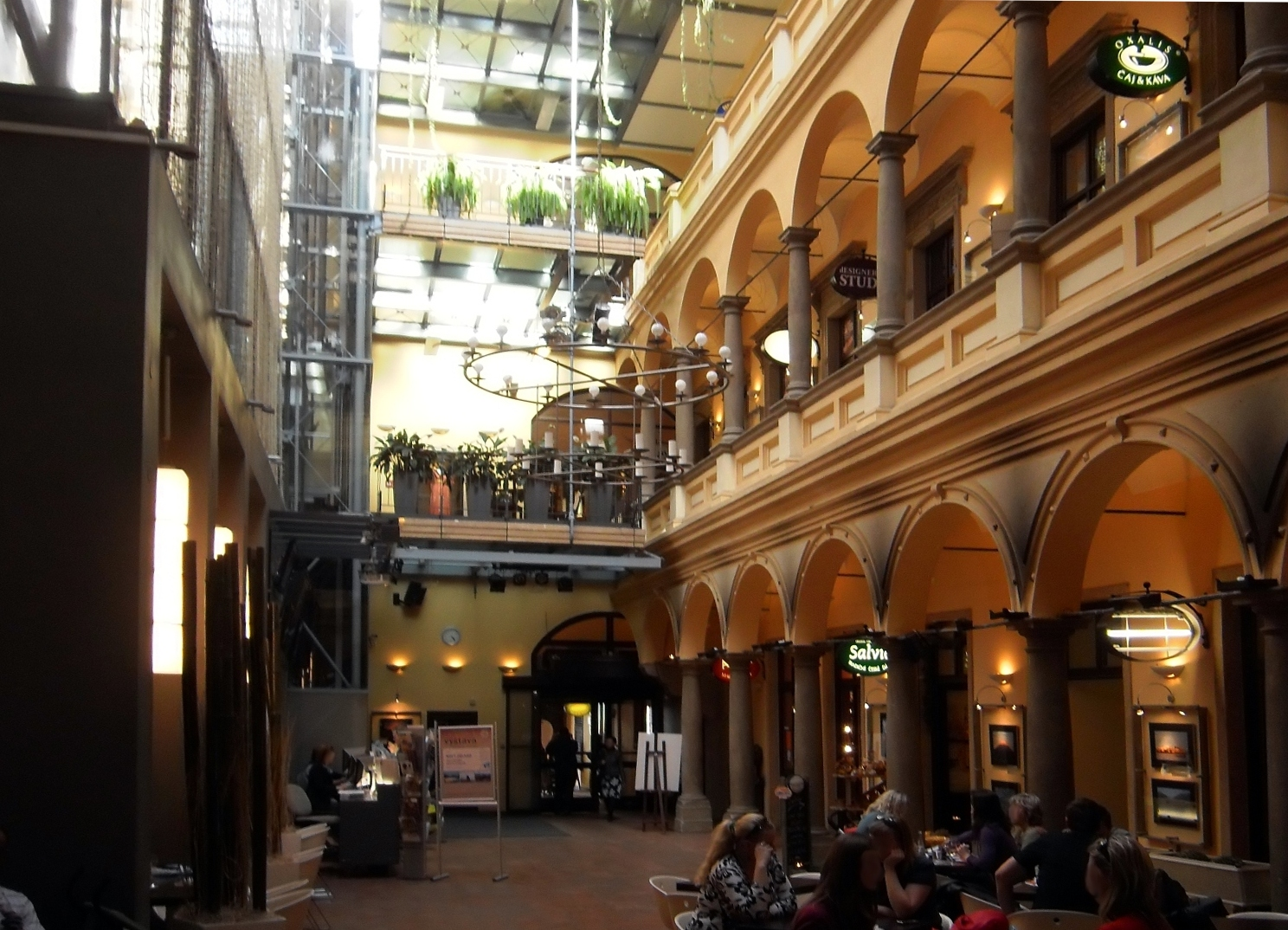
Pasáž Domu pánů z Lipé
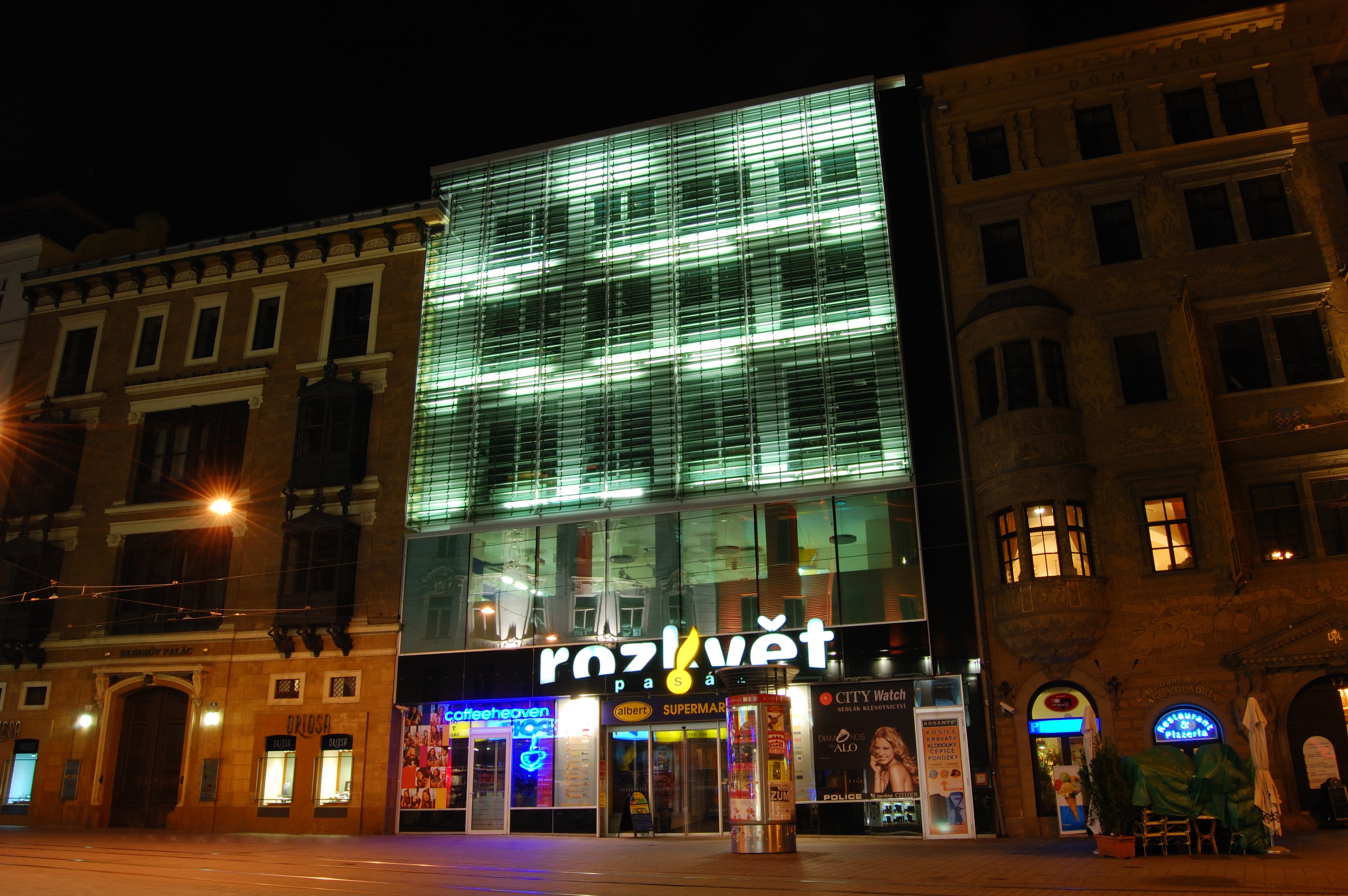
Vchod do pasáže Rozkvět
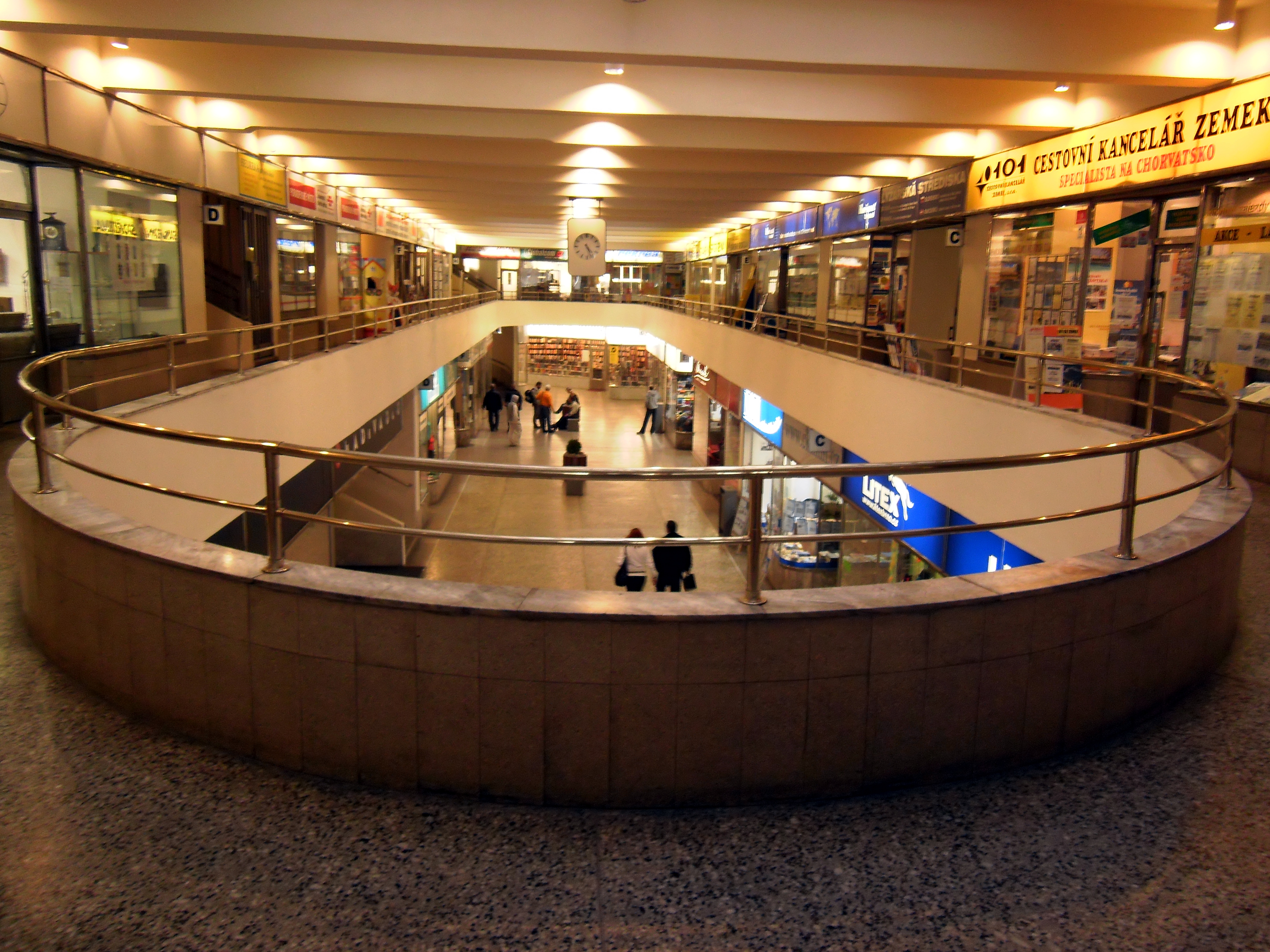
Pasáž Alfa
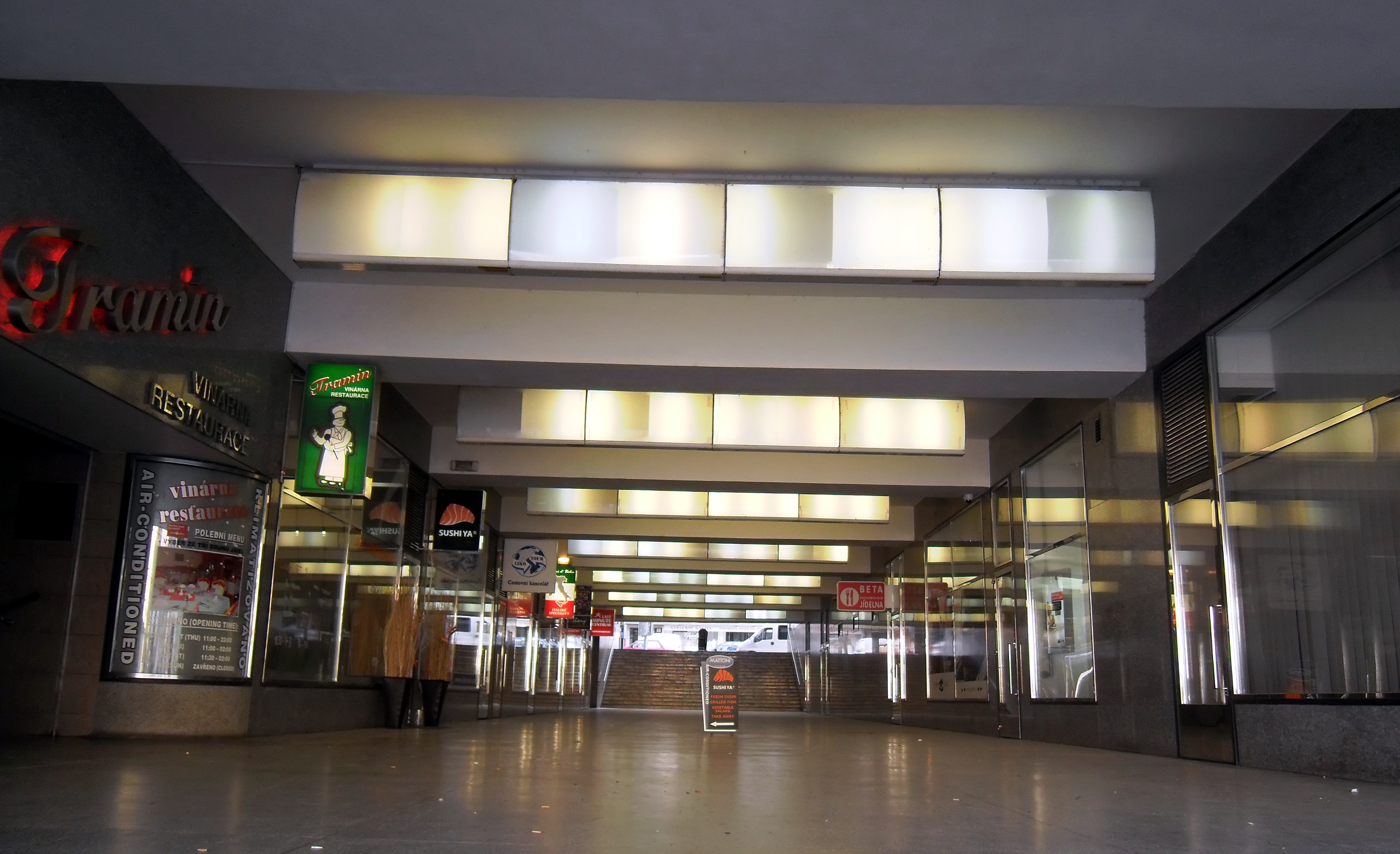
Pasáž Beta
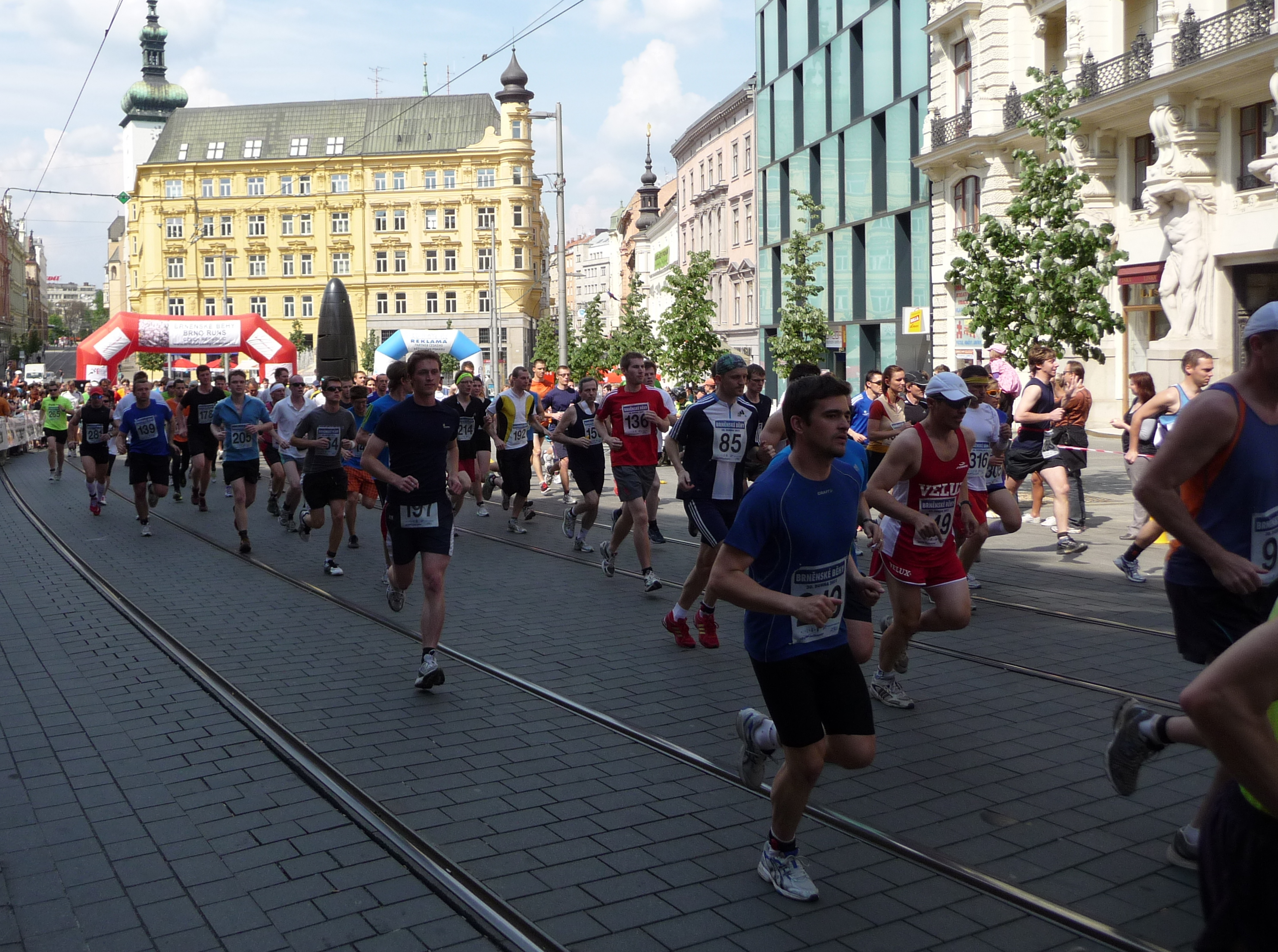
Brněnské běhy 2011
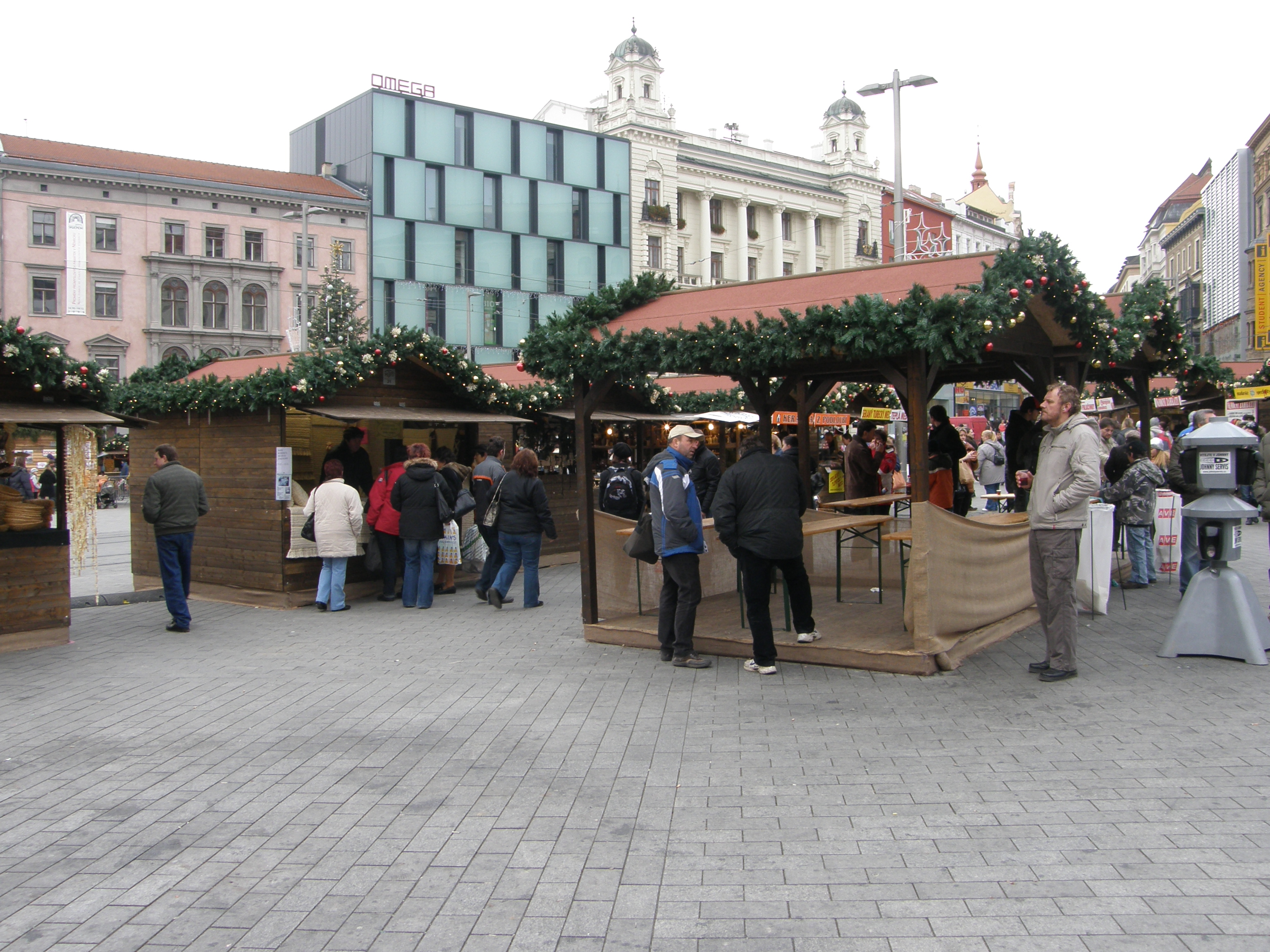
Vánoční trhy